# James Salter
James Arnold Horowitz (Passaic, 10 de Junho de  1925 – Sag Harbor, 19 de Junho de 2015), mais conhecido como James Salter, o seu nome de escrita e mais tarde o seu nome legal, foi um romancista e contista norte-americano. Inicialmente um oficial e piloto de carreira na Força Aérea dos Estados Unidos, renunciou à força militar em 1957 após a publicação com sucesso do seu primeiro romance, The Hunters.
Após uma breve carreira na escrita e realização de filmes, Salter publicou em 1979 o romance Solo Faces. Venceu inúmeros prémios literários pelos seus trabalhos, com o reconhecimento tardio dos seus trabalhos criticados aquando da sua publicação. O seu amigo e colega escritor, vencedor de um Prémio Pulitzer, Richard Ford, chegou a dizer, "É um artigo de fé entre os leitores de ficção que James Salter escreve frases americanas melhor do que qualquer pessoa a escrever actualmente" na sua Introdução a Light Years para a Penguin Modern Classics. Diz-se que Michael Dirda do Washington Post terá dito que com uma única frase, Salter conseguia partir o coração de qualquer um.

## Biografia
A 10 de Junho de 1925 Salter nasceu e recebeu o nome de James Arnold Horowitz, filho de Mildred Scheff e George Horowitz, um corretor de imóveis e empresário. Freuquentou a P.S.6, a Horace Mann School, estando entre os seus colegas Julian Beck, enquanto Jack Kerouac frequentou o ano lectivo de 1939-40.
Apesar de ter preferência quer pela Universidade de Stanford quer pelo MIT, entrou em West Point a 15 de Julho de 1942, por insistência do seu pai (um antigo aluno) que tinha regressado ao Corpo de Engenheiros em Julho de 1941 em antecipação da guerra. Tal como fez o seu pai, Horowitz frequentou West Point durante a guerra mundial quando o tamanho da sua turma tinha aumentado drasticamente e as disciplinas diminuído drasticamente (o seu pai graduou-se em Novembro de  1918, após apenas 16 meses na academia, tendo sido chamado com outros colegas da sua turma após um mês de serviço para completar um curso de pós-graduação de oficial). Graduado em 1945 após apenas três anos, Horowitz classificou-se no lugar 49.º na lista de mérito geral na sua turma de 852.
Completou um treino em voo durante o seu primeiro ano escolar, com treino primário de voo em Pine Bluff, Arkansas, e treino avançado em Stewart Field, New Iorque. Num voo de navegação através do país em Maio de 1945, o seu voo tornou-se irregular e, com pouco combustível, confundiu um suporte de ferrovia com uma autoestrada, colidindo o seu aparelho de treino T-6 Texan com uma casa em Great Barrington, Massachusetts. Possivelmente em resultado, foi transferido para o treino em multi-motores em B-25s até Fevereiro de 1946. Recebeu a sua primeira tarefa de unidade com 6th Troop Carrier quadron, estacionado em Nielson Field, Filipinas; Naha Air Base, Okinawa; e Tachikawa Air Base, Japão. Foi promovido a 1º Tenente em Janeiro de 1947.
Horowitz foi transferido em Setembro de 1947 para Hickam AFB, Hawaii, tendo começado estudos de pós-graduação na Universidade de Georgetown em Agosto de 1948, recebendo o seu grau de mestre em Janeiro de 1950. Foi transferido para a sede do Tactical Air Command em Langley AFB, Virginia, em Março de 1950, onde permaneceu até se voluntariar para a Guerra da Coreia. Chegou à Coreia em Fevereiro de 1952 após um treino de transição no F-86 Sabre com o 75th Fighter-Interceptor Squadron na Presque Isle Air Force Base, Maine. Foi transferido para o 335th Fighter-Interceptor Squadron, 4th Fighter-Interceptor Wing, uma unidade de busca MiG conceituada. Voou mais de 100 missões de combate entre 12 de Fevereiro e 6 de Agosto de 1952 e foi-lhe creditada com uma MiG-15 a vitória em 4 de Julho de 1952. Usou a sua experiência coreana para o seu primeiro romance, The Hunters (1956), que se convertido num filme com Robert Mitchum em 1958.
A versão cinematográfica de The Hunters foi recebida com aclamação devido aos seus desempenhos poderosos, enredo em movimento e o retrato realista da Guerra da Coreia. Apesar da excelente adaptação segundos os parâmetros de Hollywood, ficou muito diferente do romance original, que lidava com a auto-destruição lenta de um piloto de aviação de 31 anos, que se tinha considerado um homem de sucesso mas apenas tinha encontrado frustação na sua primeira experiência de combate, enquanto outros à sua volta encontravam glória, que talvez tivessem inventado.
Horowitz subsequentemente ficou estacionado na Alemanha e França, promovido a major, e responsável por liderar uma equipa de demonstração aérea; tornou-se oficial de esquadrão de operações, em linha para se tornar um comandante de esquadrão. Nos seus tempos livros, trabalhava na sua Ficção, completando um manuscrito que foi rejeitado por editoras e outro que se tornou The Hunters. Apesar das responsabilidades perante uma esposa e duas crianças pequenas, desistiu abruptamente do serviço com a Força Aérea em 1957 para seguir a escrita, uma decisão que considerou difícil devido à sua paixão pelo voo. No total, serviu vinte anos Força Aérea dos E.U.A., os últimos seis anos como piloto de combate.
As suas obras baseadas nas suas experiências na Força Aérea têm um tom fatalista: os seus protagonistas, depois de lutarem com conflitos entre as suas reputações e auto-percepções, têm a tendência de serem mortos no desempenho das suas funções enquanto os antagonistas ineptos nas suas categorias continuam a militar.
O seu romance de 1961 The Arm of Flesh relaciona-se com as suas experiências de voo no 36th Fighter-Day Wing na Bitburg Air Base, Alemanha, entre 1954 e 1957. Uma versão extensivamente revista foi reimpressa em 2000 com o título Cassada. Contudo, mais tarde Salter desenhou os romances da "Força Aérea" como produtos de juventude "que não merecem muita atenção". Após vários anos na Reserva da Força Aérea, terminou a sua ligação militar completamente em 1961 desistindo da sua comissão quando a sua unidade foi chamada ao serviço durante a crise de Berlim.
Voltou a Nova Iorque com a sua família e mudou legalmente o seu nome para Salter.
Salter e a sua primeira esposa Ann divorciaram-se em 1975, tendo tido quatro filhos: Allan (nascido em 1955, falecido em 1980), Nina (nascida a 1957), Claude and James (gémeos, nascidos em 1962). A partir de 1976 viveu com a jornalista e dramaturga Kay Eldredge. Tiveram um filho, Theo Salter, nascido em 1985, e casaram-se em Paris em 1998. Eldredge e Salter escreveram em co-autoria um livro intitulado Life Is Meals: A Food Lover's Book of Days, em 2006.

## Carreira literária
Salter começou na escrita de filmes, primeiro como escritor de filmes documentários independentes, vencendo um prémio no Festival de Filmes de Veneza em colaboração com o escritor de televisão Lane Slate (Team, Team, Team). Também escreveu para Hollywood, embora desdenhoso disso. O seu último guião, autorizado e depois rejeitado por Robert Redford, tornou-se o seu último romance, Solo Faces.
Amplamente considerado como um dos escritores mais artísticos da ficção moderna americana, Salter era crítico do seu próprio trabalho, tendo dito que apenas o seu romance de 1967 A Sport and a Pastime chega próximo aos seus parâmetros. Passado numa França pós-guerra, A Sport and a Pastime é uma peça de erótica envolvendo um estudante americano e uma jovem francesa, contado em analepses no tempo presente por um narrador anónimo que mal conhece o estudante, anseia também pela mulher e admite livremente que a maioria da sua  narração é fantasia. Muitas personagens nos contos e romances de Salter reflectem a sua paixão pela cultura europeia, em especial pela França, que ele descreve como um "terra sagrada secular"
A prosa de Salter mostra a influência aparente quer de Ernest Hemingway como de Henry Miller, mas em entrevistas com o seu biógrafo, William Dowie, Salter afirma que foi mais influenciado por André Gide e Thomas Wolfe. A sua escrita é descrita muitas vezes por críticos como "sucinta" ou "comprimida" , com frases curtas e fragmentos de frases, e mudando entre a primeira e a terceira pessoa, bem como entre  o tempo presente e o passado. O diálogo é apenas atribuído quando necessário para tornar claro quem fala, caso contrário permite que o leitor chegue a conclusões diferente pelo tome e motivação.
As suas memórias de 1997 Burning the Days usam este estilo de prosa para relatar o impacto que as suas experiências em West Point, na Força Aérea, e a vida de pseudo-expatriato célebre na Europa tiveram no modo como via as mudanças do seu estilo de vida. Apesar de parecer que celebra numerosos episódios de adultério, na realidade, Salter reflecte sobre o que transpira e as impressões que criaram nele, tal como nas suas reminescências dolorosas sobre a morte da filha. Uma frase de The Hunters expressa estes sentimentos: "They knew nothing of the past and its holiness."
Salter publicou uma colectânea de contos, Dusk and Other Stories em 1988. A colectânea recebeu o Prémio PEN/Faulkner de Ficção, e uma das histórias ("Twenty Minutes") tornou-se  a base para o filme de 1996 Boys. Foi eleito para a The American Academy of Arts and Letters em 2000. Em 2012, a Fundação PEN/Faulkner seleccionou-o para o  25º PEN/Malamud Award afirmando que as suas obras mostram aos leitores "como lidar com o fogo, a chama, o laser, todas as forças de vida ao serviço da criação de  frases que faiscam e fazem as histórias arder".
O seu romance final, "All That Is," foi publicado com críticas excelentes em 2013.
As obras de Salter—incluindo correspondência, manuscritos, e os rascunhos dactilografados muitíssimo revistos de texto de todas as suas obras publicadas incluindo contos e guiões—estão arquivadas no Harry Ransom Center em Austin, Texas.
No Outono de 2014 Salter tornou-se o primeiro Escritor Residente Kapnick na Universidade da Virginia. Morreu a 19 de Junho de 2015 em Sag Harbor, Nova Iorque.

## Prémios e honras
- 2013 Windham–Campbell Literature Prize[10]
- 2012 PEN/Malamud Award
- 2010 Rea Award for the Short Story
- 1989 Prémio PEN/Faulkner de Ficção

## Obras
- The Hunters (romance, 1957; revisto e reimpresso, 1997)
- The Arm of Flesh (romance, 1961; republicado como Cassada, 2000)
- A Sport and a Pastime (romance, 1967)
- Downhill Racer (guião, 1969)
- The Appointment (guião, 1969)
- Three (guião, 1969; também realizado)
- Light Years (romance, 1975)
- Solo Faces (romance, 1979)
- Threshold (guião, 1981)
- A última noite e outras histórias - no original Dusk and Other Stories (contos, 1988; Prémio PEN/Faulkner de Ficção (1989))
- Still Such (poesia, 1988)
- Burning the Days (memérias, 1997)
- Gods of Tin (memórias compiladas, 2004; selecções de The Hunters, Cassada, e Burning the Days)
- Last Night (contos, 2005)
- There and Then: The Travel Writing of James Salter (ensaios, 2005)
- Life Is Meals: A Food Lover's Book of Days (com Kay Eldredge, 2006)
- "My Lord You" and "Palm Court" (2006)[11]
- Memorable Days: The Selected Letters of James Salter and Robert Phelps  (2010)
- Tudo o que conta - no original All That Is (romance, 2013)
- Collected Stories (2013)

## Leituras adicionais
- Dowie, William, James Salter, 1998, Twayne Publishers, ISBN 0-8057-1604-1
- New Yorker profile, 2013
- Paumgarten, Nick, Postscript: James Salter, 1925-2015 The New Yorker, June 21, 2015